# Annweiler am Trifels
Pour la collectivité territoriale, voir Annweiler am Trifels (Verbandsgemeinde).
Annweiler am Trifels est une ville de l'arrondissement de la Route-du-Vin-du-Sud, dans le Palatinat en Allemagne. 
Chef-lieu de la collectivité d’Annweiler, elle est réputée comme lieu de cure pour la qualité de son air sec.